# Siti produttivi di Stellantis Europe
Quest'elenco contiene i siti produttivi di Stellantis Europe (già Fiat Group Automobiles e in seguito FCA Italy), incluse joint venture, licenze ed esternalizzazioni.

## Siti attuali

### Di proprietà
| Paese     | Stabilimento                     | Località               | Proprietà                                                                            | Anno apertura | Produzione attuale                                                    | VIN |
| --------- | -------------------------------- | ---------------------- | ------------------------------------------------------------------------------------ | ------------- | --------------------------------------------------------------------- | --- |
| Italia    | Stabilimento FIAT Mirafiori      | Torino                 | Fabbrica Italia Mirafiori S.p.A. (Stellantis Europe S.p.A. - 100%)                   | 1939          | Fiat Nuova 500 Maserati GranTurismo Maserati GranCabrio               | X   |
| Italia    | Stabilimento FCA di Cassino      | Piedimonte San Germano | FCA Italy S.p.A. (Stellantis Europe S.p.A. - 100%)                                   | 1972          | Maserati Grecale Alfa Romeo Giulia Alfa Romeo Stelvio                 | 7   |
| Italia    | Stabilimento "Giambattista Vico" | Pomigliano d'Arco      | Fabbrica Italia Pomigliano S.p.A. (Stellantis Europe S.p.A. - 100%)                  | 1968          | Alfa Romeo Tonale Dodge Hornet Fiat Panda                             | 3   |
| Italia    | Stabilimento SATA di Melfi       | Melfi                  | Società Automobilistica Tecnologie Avanzate S.p.A. (Stellantis Europe S.p.A. - 100%) | 1993          | Jeep Renegade Jeep Compass DS N°8                                     | P   |
| Polonia   | Tychy                            | Tychy                  | Fiat Auto Poland s.a. (Stellantis Europe S.p.A. - 100%)                              | 1992          | Fiat 600 Alfa Romeo Junior Jeep Avenger Leapmotor T03                 | J   |
| Brasile   | Betim                            | Betim                  | Fiat Chrysler Automóveis Brasil LTDA (Stellantis Europe S.p.A. - 100%)               | 1973          | Fiat Argo Fiat Mobi Fiat Strada Fiat Fiorino Fiat Fastback Fiat Pulse | Y   |
| Brasile   | Goiana                           | Goiana                 | Fiat Chrysler Automóveis Brasil LTDA (Stellantis Europe S.p.A. - 100%)               | 2015          | Jeep Renegade Jeep Compass Fiat Toro                                  | K   |
| Argentina | Córdoba                          | Córdoba                | Fiat Auto Argentina s.a. (Stellantis Europe S.p.A. - 100%)                           | 1995          | Fiat Cronos                                                           | U   |

### Joint venture
| Nazione | Stabilimento             | Località              | Proprietà                                                           | Anno apertura | Produzione attuale                                                                   | VIN |
| ------- | ------------------------ | --------------------- | ------------------------------------------------------------------- | ------------- | ------------------------------------------------------------------------------------ | --- |
| Italia  | Sevel Sud                | Val di Sangro, Atessa | Sevel S.p.A. (joint venture 50-50 con Groupe PSA)                   | 1981          | Fiat Ducato/RAM ProMaster Citroën Jumper Opel Movano Peugeot Boxer Toyota ProAce Max | 2   |
| Turchia | Tofaş                    | Bursa                 | Türk Otomobil Fabrikası A.Ş. (joint venture 38-38 con Koç Holding)  | 1968          | Fiat Tipo/Aegea Fiat Doblò/Ram ProMaster City Fiat Fiorino                           | 6   |
| India   | FCA India Automobiles    | Ranjangaon (Pune)     | FCA India Automobiles Limited (joint venture 50-50 con Tata Motors) | 1997          | Jeep Compass                                                                         | F   |
| Serbia  | FCA Srbija (già Zastava) | Kragujevac            | FCA Srbija (joint venture 67-33 con il governo serbo)               | 2008          | Fiat Grande Panda                                                                    | Z   |

### Altri siti
| Nazione | Stabilimento                  | Proprietà                                | Località          | Anno apertura | Produzione attuale                                                                 | VIN |
| ------- | ----------------------------- | ---------------------------------------- | ----------------- | ------------- | ---------------------------------------------------------------------------------- | --- |
| Italia  | Maserati                      | Maserati S.p.A. (Stellantis N.V. - 100%) | Modena            | 1940          | Maserati MC20                                                                      | M   |
| Italia  | Ferrari                       | Ferrari S.p.A.                           | Maranello         | 1943          | motori V6 per Maserati                                                             |     |
| Italia  | Fiat Rivalta                  | Mopar                                    | Rivalta di Torino | 1967          | componentistica                                                                    |     |
| Italia  | Stabilimento di Verrone       | Stellantis                               | Verrone           | 1974          | trasmissioni e cambi                                                               |     |
| Italia  | VM Motori di Cento            | Stellantis                               | Cento             | 1947          | motori diesel                                                                      |     |
| Italia  | Stabilimento di Termoli       | Stellantis                               | Termoli           | 1972          | motori benzina FIRE e Multiair motori GME e V6 per Alfa Romeo                      |     |
| Italia  | Stabilimento di Pratola Serra | Stellantis                               | Pratola Serra     | 1983          | Motori modulari FIAT Pratola Serra                                                 |     |
| Brasile | Sete Lagoas                   | IVECO Latin America                      | Sete Lagoas       | 2000          | Fiat Ducato Citroën Jumper Peugeot Boxer Iveco Daily Iveco Stralis Iveco Cavallino |     |

## Siti chiusi (Italia)
| Nome                                        | Località        | Anno apertura | Anno chiusura | Produzione |
| ------------------------------------------- | --------------- | ------------- | ------------- | --- |
| Stabilimento Fiat di Termini Imerese        | Termini Imerese | 1970          | 2011          | FIAT 500 L (1970-1972) FIAT 500 R (1972-1975) FIAT 126 (1975-1979) FIAT Panda (1980-1992) FIAT Punto (1993-2005) Lancia Ypsilon (2005-2011) |
| Stabilimento Lancia di Chivasso             | Chivasso        | 1963          | 1993          | Lancia Flaminia (1963-1969) Lancia Flavia (1963-1970) Lancia Fulvia (1963-1976) Lancia Beta (1972-1984) Lancia Gamma (1976-1984) Lancia Delta (1980-1994) Lancia Prisma (1982-1989) Lancia Dedra (1989-1993)                                                                                     |
| Stabilimento Alfa Romeo di Arese            | Arese           | 1963          | 2005          | Alfa Romeo 75 (1986-1993) Alfa Romeo 164 (1987-1997) Alfa Romeo 155 (1992) Autobianchi Y10 (1992-1995) Alfa Romeo GTV e Spider (1994-2000) 600 Elettrica (VAMIA) (1998-2001) Multipla Metano (VAMIA) (2000-2002) Motore bialbero Alfa Romeo (1954-1998) Motore Alfa Romeo V6 (1979-2004)         |
| Stabilimento Autobianchi di Desio           | Desio           | 1955          | 1992          | Autobianchi Bianchina Autobianchi Bianchina Giardiniera Autobianchi A111 Autobianchi A112 Autobianchi Scaligero Autobianchi Estense Fiat Panda Autobianchi Y10 (1985-1992) |
| Stabilimento Innocenti Maserati di Lambrate | Milano Lambrate | 1933          | 1993          | Innocenti Lambretta Innocenti A40 Innocenti 950 Spider Innocenti C Innocenti IM3/J4/J5 Innocenti Regent Innocenti Mini 90/120/DeTomaso Innocenti 3 Cilindri/Minitre/Turbo Innocenti 650/500/Small 500 Innocenti 990/Small 990 Maserati Biturbo Chrysler Turbo Convertible by Maserati Fiat Panda |